# Mystacides interjectus
Mystacides interjectus là một loài Trichoptera trong họ Leptoceridae. Chúng phân bố ở miền Tân bắc.